# Сіноп (провінція)
Сіно́п (тур. Sinop) — провінція в Туреччині, розташована в Чорноморському регіоні. Столиця — Сіноп.
| Туреччина | Це незавершена стаття з географії Туреччини. Ви можете допомогти проєкту, виправивши або дописавши її. |